# Jakten på den försvunna skatten
Jakten på den försvunna skatten (engelska: Raiders of the Lost Ark) är en amerikansk action-äventyrsfilm från 1981 i regi av Steven Spielberg och producerad av George Lucas. I huvudrollen ses Harrison Ford. Det är den första i Indiana Jones-serien, och handlar om Indiana Jones (spelad av Ford) mot nazisterna i jakten på Förbundsarken, som nazisterna vill åt för att bygga en egen odödlig armé. I övriga roller märks Karen Allen som Indianas tidigare älskarinna Marion Ravenwood, Paul Freeman som Indianas nemesis arkeologen René Belloq, John Rhys-Davies som Sallah och Denholm Elliott som Marcus Brody.

## Handling
Det är år 1936, andra världskriget finns runtom hörnet. Förbundsarken, en guldöverdragen kista som sägs innehålla de tio budorden, ska ge ägaren övernaturliga krafter. Adolf Hitler, som var intresserad av det ockulta, är nu på jakt efter arken, ett steg i nazisternas strävan efter världsherravälde. Arkeologen Indiana "Indy" Jones, en arkeologiprofessor på Marshall College i Bedford, Connecticut, är utsänd för att få tag i arken innan nazisterna gör det.
Efter en resa till Nepal, där han hämtar en medaljong som ägs av hans tidigare flickvän Marion Ravenwood, åker de till Egypten där arken ska finnas. Indy lyckas att med medaljongen hitta rätt ställe att gräva. När kammaren är öppnad och arken hämtats ut därifrån, har nazisterna hunnit i kapp, och Indy och Marion blir lämnade i kammaren, som är fylld med giftormar.
Väl ute ur giftormskammaren gäller det att komma ifatt arken, som nu ska öppnas. Indy och Marion som nu har tillfångatagits och är bundna för att beskåda öppnandet av arken är de enda som kommer att överleva arkens öppnande eftersom de blundar. Ur arken kommer övernaturliga väsen. Dessa väsen dödar människorna och blixtar slår ut från arken. Nazisterna dör en efter en när de träffas av blixtar eller smälter ner. Arken försluter sig själv och allt blir stilla. Som enda överlevande tar Indy och Marion med sig arken till USA där den magasineras och faller i glömska.

## Rollista i urval
| Harrison Ford    | – Indiana "Indy" Jones                         |
| Karen Allen      | – Marion Ravenwood                             |
| Paul Freeman     | – René Belloq                                  |
| Ronald Lacey     | – Major Arnold Toht                            |
| John Rhys-Davies | – Sallah                                       |
| Alfred Molina    | – Satipo                                       |
| Wolf Kahler      | – Överste Dietrich                             |
| Anthony Higgins  | – Major Gobler                                 |
| Denholm Elliott  | – Dr. Marcus Brody                             |
| George Harris    | – Kapten Simon Katanga                         |
| Don Fellows      | – Överste Musgrove, från underrättelsetjänsten |
| William Hootkins | – Major Eaton, från underrättelsetjänsten      |
| Fred Sorenson    | – Jock                                         |

## Produktion och mottagande
Filmens ursprung inleddes med Lucas önskan om att skapa en modern version av de gamla filmserierna från 1930- och 1940-talen. Produktionen var baserad vid Elstree Studios, England, men inspelning skedde också i La Rochelle, Tunisien, Hawaii och Kalifornien från juni till september 1980.
Premiär ägde rum den 12 juni 1981 och drog in mest intäkter det filmåret; den är fortfarande en av de mest inkomstbringande spelfilmerna någonsin. Filmen nominerades för åtta Oscar 1982, däribland bästa film och bästa regi,  och vann fyra (bästa ljud, scenografi, klippning och specialeffekter) samt en Special Achievement-Oscar för bästa ljudeffektsredigering. 
De kritikerrosade och populära succéerna har lett till ytterligare fyra filmer, Indiana Jones och de fördömdas tempel (1984), Indiana Jones och det sista korståget (1989), Indiana Jones och Kristalldödskallens rike (2008) och Indiana Jones and the Dial of Destiny (2023), en TV-serie, Indiana Jones äventyr (1992–1996), samt 25 datorspel till och med 2023.
Filmen hade svensk premiär 7 augusti 1981 på biografen Sergelteatern i Stockholm. För att filmen skulle kunna förevisas offentligt i Sverige för personer över 15 år ansåg Statens biografbyrå det nödvändigt att korta filmen på tre olika ställen med sammanlagt en dryg minut.
Filmen ger en framställning av att nazisterna ockuperade Egypten under andra världskriget, men Egypten var sedan länge en brittisk koloni och försvarades av britterna under andra världskriget. Nazisterna försökte visserligen erövra hela Nordafrika, men hindrades vid det historiska slaget vid el-Alamein.
Filmen Indiana Jones och Kristalldödskallens rike innehåller flera referenser till den första filmen i serien: Inledningssekvensen utspelar sig i den lagerlokal där Arken magasineras, och Arken skymtar dessutom förbi vid ett tillfälle. Indianas gamla kärlek Marion Ravenwood dyker upp efter 27 års frånvaro. Dessutom avslutas filmen i Sydamerika, där första filmen inleddes.
I filmen förekommer en ubåt av typen Typ VIIc Unterseeboot. Vid inspelningen användes samma fullskalemodell som i Das Boot.
Jakten på den försvunna skatten blev av tidningen Empire utsedd till historiens näst bästa film på deras lista över de 500 bästa filmerna.

### Nomineringar och priser
| Utmärkelser         | Utmärkelser     | Utmärkelser                  | Utmärkelser                                                | Utmärkelser |
| Pris                | Datum           | Kategori                     | Mottagare och nominerade                                   | Resultat    |
| ------------------- | --------------- | ---------------------------- | ---------------------------------------------------------- | ----------- |
| BAFTA Awards        | 1982            | Bästa film                   |                                                            | Nominerad   |
| BAFTA Awards        | 1982            | Bästa manliga biroll         | Denholm Elliott                                            | Nominerad   |
| BAFTA Awards        | 1982            | Bästa musik                  | John Williams                                              | Nominerad   |
| Golden Globe Awards | 30 januari 1982 | Bästa regi                   | Steven Spielberg                                           | Nominerad   |
| Hugopriset          | 1982            | Best Dramatic Presentation   |                                                            | Vann        |
| Oscar               | 29 mars 1982    | Bästa ljud                   | Bill Varney, Steve Maslow, Gregg Landaker och Roy Charman  | Vann        |
| Oscar               | 29 mars 1982    | Bästa scenografi             | Norman Reynolds, Leslie Dilley och Michael Ford            | Vann        |
| Oscar               | 29 mars 1982    | Bästa klippning              | Michael Kahn                                               | Vann        |
| Oscar               | 29 mars 1982    | Bästa specialeffekter        | Richard Edlund, Kit West, Bruce Nicholson och Joe Johnston | Vann        |
| Oscar               | 29 mars 1982    | Bästa film                   | Frank Marshall                                             | Nominerad   |
| Oscar               | 29 mars 1982    | Bästa regi                   | Steven Spielberg                                           | Nominerad   |
| Oscar               | 29 mars 1982    | Bästa filmmusik              | John Williams                                              | Nominerad   |
| Oscar               | 29 mars 1982    | Bästa foto                   | Douglas Slocombe                                           | Nominerad   |
| Saturn Awards       | 1982            | Bästa fantasyfilm            |                                                            | Vann        |
| Saturn Awards       | 1982            | Bästa regi                   | Steven Spielberg                                           | Vann        |
| Saturn Awards       | 1982            | Bästa manliga skådespelare   | Harrison Ford                                              | Vann        |
| Saturn Awards       | 1982            | Bästa kvinnliga skådespelare | Karen Allen                                                | Vann        |
| Saturn Awards       | 1982            | Bästa manus                  | Lawrence Kasdan                                            | Vann        |
| Saturn Awards       | 1982            | Bästa musik                  | John Williams                                              | Vann        |
| Saturn Awards       | 1982            | Bästa specialeffekter        | Richard Edlund                                             | Vann        |
| Saturn Awards       | 1982            | Bästa manliga biroll         | Paul Freeman                                               | Nominerad   |
| Saturn Awards       | 1982            | Bästa kostym                 | Deborah Nadoolman                                          | Nominerad   |